# Motor Direct Drive
Direct Drive é um tipo de motor com acionamento direto, ou seja, não precisa de elementos de transmissão ou de transformação de energia, como polias, roldanas, cremalheiras e parafusos, o que garante que o motor fique menor em seu tamanho ocupando menos espaços físico.

## Características
Esse tipo de motor faz menos barulho e ruídos. Por exemplo, uma lavadora eletrônica com motor Direct Drive gera cerca de 53dB, tanto na função lavagem como na centrifugação, o que equivale ao barulho normal em um escritório. 
Outra característica singular é a durabilidade dos componentes. Já que dispensa o uso de polias e correntes (componentes que se desgastam muito, em pouco tempo de trabalho), o motor dura mais e não necessita de manutenção.
Motores AC de imanes permanentes – Direct Drive 
- Eficiência de 80%
- Excelente controlabilidade
- Síncronos
- Não necessitam engrenagens redutoras
- Silencioso

Em crescente popularidade para aplicações em robótica, tracção eléctrica e maquinaria em geral: 
Dentro desta categoria, são agrupados motores baseados em diferentes tecnologias. Alguns exemplos são: Motores com relutância variável, DC de ímanes permanentes, AC de imanes permanentes comutados electronicamente. Tendo em comum o facto de poderem ser acoplados directamente à carga (não necessitam de engrenagens redutoras) e possibilitarem baixas velocidades de rotação (a partir de algumas rotações por segundo). Isto aliado à elevada precisão de posicionamento de alguns destes motores, ao elevado binário e reduzidas dimensões, tornam-os motores de excelência do futuro. 
Estes motores disponibilizam directamente à carga um elevado binário de velocidades que podem variar desde algumas rotações por minuto até muitas centenas de r.p.m. Alguns não têm rolamentos e são suportados na estrutura da própria máquina em que se encontram inseridos, têm relações relativamente grande diâmetro-comprimento tendo por resultado um motor com perfil baixo em forma anel, estando disponíveis com um eixo sólido ou oco. São motores síncronos e possuem um número relativamente elevado de pólos, podendo usar diferentes formas de alimentação: contínua, alternada, monofásicos, trifásicos. O ruído audível do motor é menor do que de um motor tradicional.
O direct-drive ainda têm elevados custos iniciais, que podem ser da ordem dos 30% a 400% superiores ao custo dos sistemas convencionais. Mas, tipicamente, após 5 anos de vida os sistemas convencionais podem ter um custo acumulado de 3 a 10 vezes superior ao dos direct drive, devido à manutenção e vida útil. 

Nas máquinas e equipamentos que esse tipo de motor, o consumo de energia é baixo. De inicio apenas a LG fabricava maquinas com essa tecnologia, agora o Brasil possui lavadoras eletrônicas com portas frontais da Samsung e da Electrolux com esse tipo de tecnologia. Chegam a gastar 40% menos que as lavadoras eletrônicas convencionais.
Podem ser aplicados em máquina de costura, maquinas CNC (maquinas acionadas por códigos numéricos), turbinas eólicas e carros de pequeno e grande porte.

## Vantagens
Redução do ruído produzido
 
Aumento da exactidão (10 vezes maior)

Elevada precisão, receptibilidade e resolução

Redução de folgas e movimento suave
 
Simplificação do sistema em que são inseridos

Redução das dimensões do sistema e do número de peças constituintes

Elevada fiabilidade do sistema
 
Manutenção reduzida

Usado em condições de limpeza já que não é necessário nenhum lubrificante

Genericamente um direct drive de ímanes permanentes é constituído pelos seguintes elementos:
Rotor de aço com ímanes permanente

Bobinas do estator

Estator laminado incorporando os enrolamentos e fixo à carcaça externa

A carcaça poderá incorporar um circuito de refrigeração (ar, água, liquido refrigerante)

Para explorar todas as potencialidades dos direct drives, estes têm se ser actuados por equipamento electrónico específico que interprete os sinais do dispositivo de alimentação (caso exista) e forneça a energia necessária, na forma necessária ao motor para este executar a tarefa pretendida.

Alguns motores incorporam de fábrica dispositivos de realimentação de alta resolução perfeitamente alinhados. Dos dispositivos de realimentação destacam-se os resolvers, encoders e sensores de efeito de Hall, este último é particularmente útil em motores lineares.

### Leitura complementar
- Motor Direct Drive - Vasco Santos - 2006
- Mitsubishi Lancer Evolution
- Direct Drive 1
- Allegromicro